# Nadja
Nadja — дуэт Эйдана Бейкера и Лии Бакарефф. Группа была основана в 2002 году как сольный проект Бейкера. Он исполнял утяжелённую версию эмбиента и экспериментальной музыки преимущественно на электрогитаре. В 2005 году к Эйдану присоединилась Лия Бакарефф.
Композиции группы сочетают в себе электронику и атмосферный вокал с медленными, мощными риффами и похоронными перкуссиями, создавая медленно движущуюся волну музыки. Стиль группы может быть охарактеризован как drone doom, ambient и noise.
После нескольких изданий CD-R общемирового масштаба на множестве незначительных лейблов ограниченным тиражом, Nadja выпустили свой первый официальный альбом Truth Becomes Death на лейбле Alien8 Recordings в Монреале в 2005 году. С тех пор они выпускали материал на более широко распространённых лейблах и сейчас находятся в процессе переиздания старых записей или обновлёнными или же полностью перекомпонованными (например, Touched (2007) перезаписан на Alien8, а также альбом Bodycage, который теперь издан на Equation. Nadja выступали в Канаде, Европе, США и Украине вместе с другими исполнителями, среди которых можно отметить Kayo Dot, Knurl, Khanate, Francisco Lopez, Isis, Ocean и Mare.

## Состав
- Эйдан Бейкер (англ. Aidan Baker) — гитара, вокал, синтезатор, духовые, ударные (с 2002)
- Лиа Бакарефф (англ. Leah Buckareff) — бас, вокал (с 2005)

## Дискография[1]
Студийные альбомы:
- 2003 — Touched
- 2003 — Skin Turns To Glass
- 2003 — Corrasion
- 2003 — Truth Bocomes Death
- 2005 — Bliss Torn From Emptiness
- 2005 — Bodycage
- 2006 — Trembled
- 2007 — Thaumogenesis
- 2007 — Radiance Of Shadows
- 2008 — Desire In Uneasiness
- 2008 — Trinitarian
- 2008 — The Bungled & The Botched
- 2008 — Trinity
- 2008 — Magma To Ice (совместно с Netherworld)
- 2009 — Under The Jaguar Sun
- 2009 — When I See The Sun Always Shines On TV
- 2009 — Belles Bêtes
- 2010 — Ruins Of Morning
- 2010 — Sky Burial
- 2010 — Autopergamene
- 2012 — Dagdrøm
- 2013 — Flipper
- 2014 — Queller
- 2014 — Paradox Incubation 15.09.14
- 2015 — Tabernanthe
- 2016 — The Bungled & The Botched (Moving Noises Version)
- 2016 — Sv
- 2016 — The Stone Is Not Hit By The Sun, Nor Carved With A Knife
- 2017 — Stripped (Drone Compendium Seven)
- 2018 — Sonnborner
- 2020 — Thaumobungled
- 2020 — Sv (Moving Noise Version)
- 2021 — Seemannsgarn
- 2021 — Luminous Rot

Совместные альбомы и сплиты:
- 2005 — Absorption (совместно с Methadrone)
- 2005 — We Have Departed The Circle Blissfully (совместно с Fear Falls Burning)
- 2007 — Fear Falls Burning & Nadja (совместно с Fear Falls Burning)
- 2007 — 12012291920 / 1414101 (совместно с Atavist)
- 2008 — Tümpisa (совместно с 5/5/2000)
- 2008 — II: Points At Infinity (совместно с Atavist)
- 2008 — Infernal Procession… And Then Everything Dies (совместно с Atavist, Satori)
- 2009 — Untitled (совместно с Datashock)
- 2009 — Pyramids With Nadja (совместно с Pyramids)
- 2009 — Nadja / Black Boned Angel (совместно с Black Boned Angel)
- 2009 — Kodiak / Nadja (совместно с Kodiak)
- 2009 — Primitive North (совместно с A Storm Of Light)
- 2009 — Machu Picchu Mother Future — Untitled (совместно с Year Of No Light, Fear Falls Burning)
- 2010 — Dominium Visurgis (совместно с Troum)
- 2010 — The Life And Death Of A Wasp (сплит с OVO)
- 2010 — White Nights / Drone Fields / DOM (совместно с Aidan Baker)
- 2010 — Transmit Acoustique Abstraction One (совместно с Armchair Migraine Journey)
- 2011 — Konstruktion (совместно с Galena)
- 2011 — Fool, Redeemer (совместно с Picastro)
- 2012 — The Primitive World (совместно с Vampilla)
- 2012 — Vomos (совместно с N)
- 2014 — The Perfect World (совместно с Vampilla)
- 2014 — /ɪmpəˈfɛkʃ(ə)n/ (совместно с Vampilla)
- 2014 — Cystema Solari (совместно с Uochi Toki)
- 2018 — Artifical Act Of God (совместно с Vampilla)
- 2021 — Split (совместно с Disrotted)

Синглы и EP:
- 2003 — Moss / Nadja (совместно с Moss)
- 2004 — I Have Tasted The Fire Inside Your Mouth
- 2007 — Guilted By The Sun
- 2007 — Base Fluid
- 2008 — Christ Send Light (совместно с Black Boned Angel)
- 2008 — Long Dark Twenties
- 2009 — Clinging To The Edge Of The Sky
- 2009 — Kitsune Drone
- 2010 — Into The Silent Waves (совместно с Pyramids)
- 2012 — Uneasy And Confin’d
- 2014 — Tangled
- 2015 — Songs For Wong Kar-wai